# 群居粉报春
群居粉报春（学名：Primula socialis）为报春花科报春花属下的一个种。

## 扩展阅读
維基物種上的相關：群居粉报春